# Acidaliastis prophanes
Acidaliastis prophanes is een vlinder van de familie van de spanners (Geometridae). De wetenschappelijke naam van deze soort is voor het eerst voorgesteld door Louis Beethoven Prout in een publicatie uit 1922.
De soort komt voor in Mozambique, Botswana, Zimbabwe en Zuid-Afrika.